# Astragalus balkaricus
Astragalus balkaricus là một loài thực vật có hoa trong họ Đậu. Loài này được Sytin miêu tả khoa học đầu tiên.